# 謎王pocket
『謎王pocket』（なぞおうポケット）とは、1999年にバンダイビジュアル株式会社が発売したクイズゲームである。1996年にプレイステーション用ソフトとして発売された『謎王』を移植したもので、クイズ問題は『謎王』と同じく道蔦岳史が監修している。王国侵入モード、クイズ独房モードの2つで構成される。

## 使用されるクイズ形式
このゲームでは、以下のクイズ形式が用意されている。
1. ○×クイズ
  - 問題文を読み、それが正しいと思うなら○の選択肢を、誤りであると思うなら×の選択肢を選び、Aボタンを押して解答する。
2. 択一クイズ
  - 問題文と選択肢が提示されるので、正解だと思う選択肢を上下キーで選択し、Aボタンを押して解答する。3択、4択の2種類がある。
3. 並べ替えクイズ
  - 問題文と選択肢が提示されるので、選択肢を「問題文の指定どおりの順番」になるよう選び、Aボタンを押して解答する。3択並べ替え、4択並べ替えの2種類がある。
4. 早押しクイズ
  - 選択肢(3つ、または4つ）が表示された後、問題文が少しずつ見えてくる。「ここまで見れば答えられる」と思った瞬間に、Aボタンを押して解答権を得る。その後、択一クイズと同様にして正しいと思う選択肢を選び、Aボタンを押して解答する。この形式のみ対戦相手がいるので、その者よりも早く反応しなければ、解答権を得ることはできない。

問題は、「スポーツ」「芸能」「科学」「社会」「文学・歴史」の5ジャンルに分けて出題される。

## 王国侵入モード

### プロローグ
ある島の浜辺に、一人の「少年」が流れ着いた。彼は、なんらかの目的でこの場所に来たはずだったが、その記憶を失っていた。「8体の生物らしきもの達の映像」以外は何ひとつ思い出せない彼は、とにかく先へと足を進めた。すると、彼は謎の老人から「ここは『謎島』だ」と告げられた。この島で、彼がなすべきこととは……。

### 展開
このゲームは、この2つが主な展開の柱となる。
1. 8つの房の制覇
2. 謎塔の制覇

ただし、主人公には「生」という単位でライフが与えられている。これは、フィールド画面で海に落ちるか、どの対戦時であろうともクイズに1問不正解すると1つ減る。生が0になったら、強制的にゲームオーバーとなる。

### 8つの房の制覇
謎塔に入るためには、8つの房をクリアし、各房の主から「印」を集めなければならない。どの房から始めるかはプレイヤーの判断に任される。しかし、門番が4人いる(それぞれが2つの房の入り口を守っている)ので、それを倒すか、「早押しクイズをしかけてくる敵」が徘徊する迷路を通りぬけない限り、房にたどり着けない。また、各房で負けても、ライフが残っていれば何度でもやり直しが可能である。
1. 電心房
  - 使用される形式：択一クイズ（4択）

4回間違える前に、7問正解できればクリア。
2. 桃泉房
  - 使用される形式：択一クイズ（3択）

4回誤答する前に7問正解できれば1セット獲得。3セット獲得でクリア。4回誤答すると相手が1セット獲得となり、3セット相手に取られると敗北。
3. 雷知房
  - 使用される形式：○×クイズ

4問誤答する前に7問正解できればクリア。
4. 紅儒房
  - 使用される形式：早押しクイズ

選択肢は3つ。7問正解できればクリア。
誤答は「相手の正解」扱いとなる。相手が先に7問正解した場合は負け。
5. 木流房
  - 使用される形式：択一クイズ（3択）

4問誤答する前に7問正解できればクリア。
6. 獣覚房
  - 使用される形式：早押しクイズ

選択肢は3つ。7問正解できればクリア。
誤答は「相手の正解」扱いとなる。相手が先に7問正解した場合は負け。
7. 水呆房
  - 使用される形式：並べ替えクイズ（選択肢は3つ）

4問誤答する前に7問正解できればクリア。
8. 申智房
  - 使用される形式：並べ替えクイズ（選択肢は4つ）

4問誤答する前に7問正解できればクリア。

### アイテム
3つのアイテムを使用することで、クリアがしやすくなる。これらのアイテムは、各房のクリア直後の画面で拾うことができる。
1. 茸
勝利へのノルマとなる正解数を減らすことができる。
2. 珊瑚
敗北へのデッドラインを緩和することができる。
3. 生
「生」の値を最大値まで回復することができる。

### 謎塔の制覇
房をクリアする際に残ってしまったアイテムは、ここでも使うことができる。また、「塔3階」「塔4階」に負けた場合及び「塔4階」をクリアした場合に、それぞれに応じたエンディングが始まる。
1. 塔入口
  - 使用される形式：択一クイズ（3択）

3問誤答する前に3問正解できれば1体クリア。8体全てをクリアできれば、上の階層に上がれる。
2. 塔2階
ここから先は「特生」というライフが与えられ、これを使い切ると強制的にゲームオーバーとなる。いかなる形式であっても1問不正解につき1つ減るのは、前述の「生」と同じ。
  - 使用される形式：早押しクイズ

選択肢は3つ。5問誤答する前に、表示されたノルマ数だけ正解できれば良い。
クリア後に、そのジャンルでの到達率(「今までの全てのクイズの正解率」と「この階層で得た正解数を5倍したもの」の合計)が表示される。これが100％になるまで、そのジャンルに挑戦し続けなければならない。前述した5つのジャンル全てにおいて到達率が100％になれば、この階層をクリアできる。
3. 塔3階
  - 使用される形式：択一クイズ（3択）

4問誤答する前に7問正解できればクリア。
4. 塔4階
  - 使用されるクイズ形式：択一クイズ（4択）

1回も誤答することなく、5問正解すればクリア。

## クイズ独房モード
1人用のモードである。このゲームに収められている問題に挑戦し、勉強することができる。選べる形式は、以下のとおり。
- 2択(○×)問題
- 3択問題
- 3択早押し問題
- 3択並べ替え問題
- 4択クイズ
- 4択並べ替え問題